# Barbourisia rufa
Famille
Genre
Espèce
Statut de conservation UICN

 LC  : Préoccupation mineure
Barbourisia rufa est un poisson marin, unique représentant du genre Barbourisia et de la famille des Barbourisiidae.

## Description et caractéristiques
Il s'agit d'une espèce marine vivant à grande profondeur (entre 300 m et 2 000 m) ayant une distribution circumglobale depuis les zones tropicales jusqu'aux mers froides et tempérées.
Comme la plupart des autres poissons anciennement placés dans l'ordre des Stephanoberyciformes, sa forme générale est arrondie (ce qui le fait ressembler à une baleine) et ses nageoires pectorales et pelviennes sont petites. La dorsale et l'anale sont, quant à elle, positionnées très en arrière. Le corps et les nageoires sont recouverts de petites spicules lui donnant un aspect velours. La tonalité générale est rouge vif ou orange sombre.
La taille maximale observée est de 39,0 cm en longueur totale pour un individu mâle.
Leurs mœurs sont peu connues hormis leur alimentation qui est constituée de crustacés.

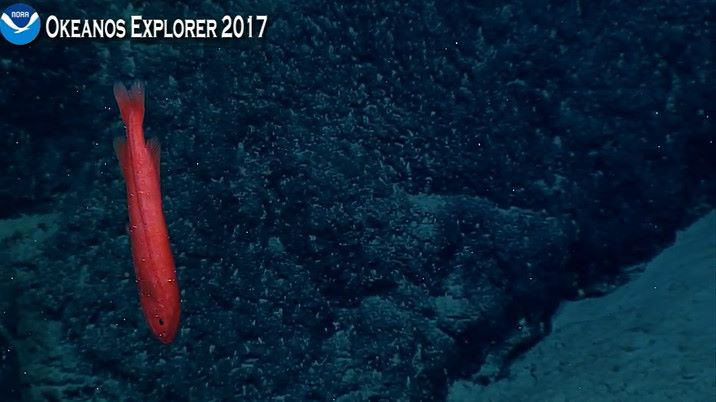
Barbourisia rufa observé dans les abysses au large des îles Samoa par la mission Okeanos Explorer 2017.

## Systématique
Le nom valide complet (avec auteur) de ce taxon est Barbourisia rufa Parr, 1945. La famille des Barbourisiidae était placée dans l'ordre des Stephanoberyciformes, aujourd'hui obsolète. Mais cette classification se retrouve encore dans certaines bases de référence qui n'ont pas été mises à jour comme ITIS où la famille est placée dans la super-famille des Cetomimoidea de l'ordre des Stephanoberyciformes.

## Étymologie
Le nom de genre Barbourisia est nommé d'après l'herpétologiste et « naturaliste distingué » Thomas Barbour (1884-1946), directeur du musée de zoologie comparée de Harvard et le nom d'espèce rufa signifie rouge ou rougeâtre, se référant à sa couleur rouge géranium sur le vivant.

## Publication originale
- Parr, A. E. (1945). Barbourisidae, a new family of deep sea fishes. Copeia. (no. 3): 127-129, Pl. 1.